# Dobrowolsk
Dobrowolsk, ros. Добровольск (w latach 1938–1945 niem. Schloßberg, dawniej Pillkallen od lit. Pilkalnis i pol. Pilkały) – osiedle typu wiejskiego w rejonie krasnoznamieńskim w obwodzie królewieckim w Rosji.
Miejscowość położona około 12 km na północ od Niestierowa i 15 km na południe od Krasnoznamienska.

## Historia

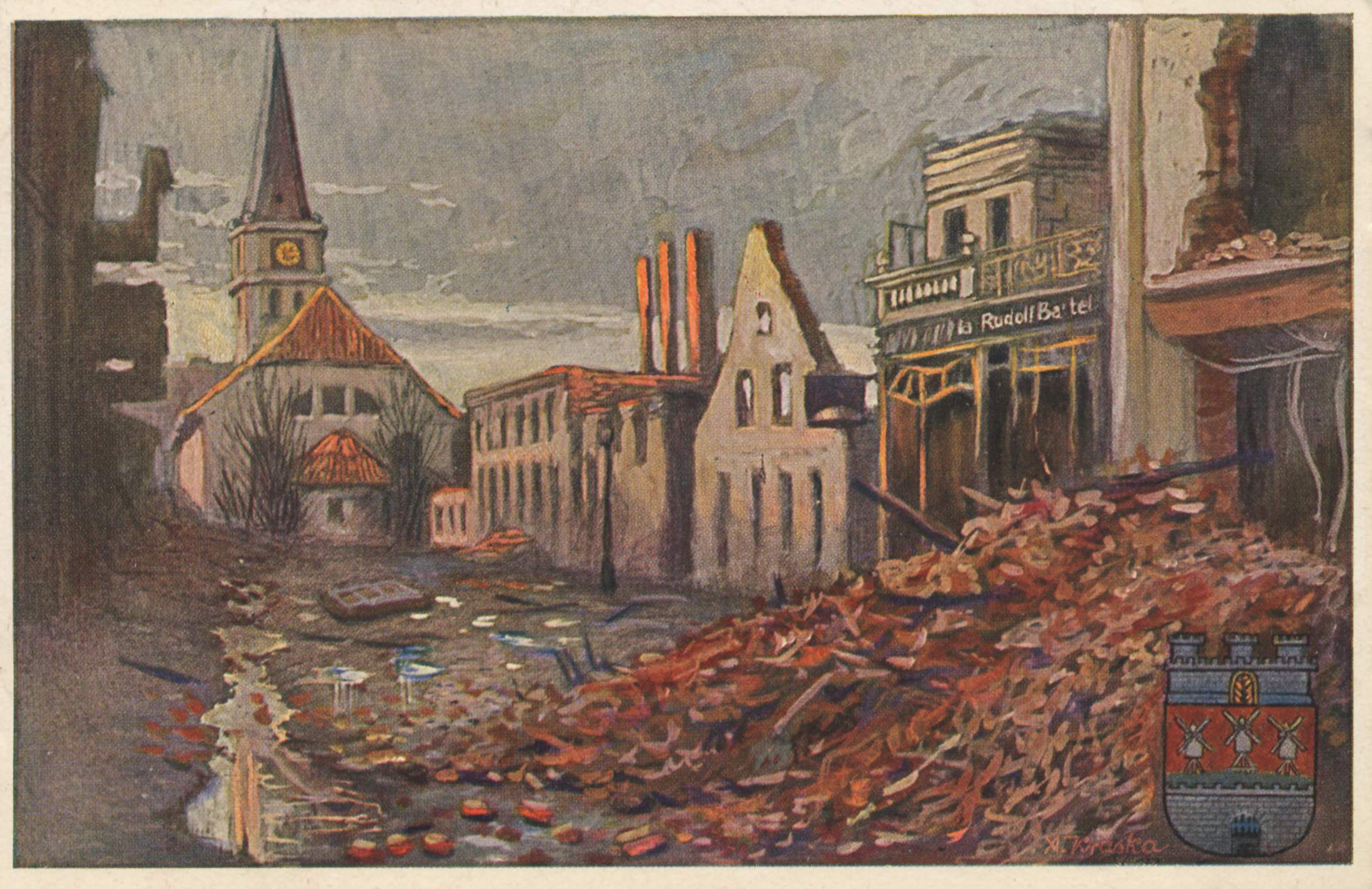
Zniszczone Pilkały w czasie I wojny światowej

Miejscowość została założona w miejscu starszej osady handlowej powstałej wokół istniejącego tam niegdyś pruskiego grodu. Pierwsze wzmianki o osadzie pochodzą z 1519 roku. Do 1657 Pilkały były lennem Korony Królestwa Polskiego. W 1725 roku król pruski Fryderyk I nadał wsi prawa miejskie. Zaraza z lat 1709–1711 wyludniła miejscowość i spowodowała napływ licznych imigrantów protestanckich z Nassau. W 1756 roku wybudowali oni kościół z kamieni polnych. Od 1818 miasto stało się siedzibą powiatu (Landkreis), a w 1871 znalazło się w granicach Niemiec. Według danych niemieckich w 1890 roku 6090 Litwinów zamieszkiwało powiat. Stanowiło to 13% populacji. W trakcie działań wojennych we wrześniu 1914 roku, miasto uległo poważnym zniszczeniom, lecz dzięki pomocy partnerskiego miasta Wrocławia udało się je szybko odbudować.
W 1938 naziści zmienili nazwę miasta na Schloßberg, co stanowiło przełożenie pierwotnej nazwy pochodzącej z litewskiego (lit. pilis = zamek i kalnas = góra) na niemiecki. W czasie II wojny światowej miasto doznało poważnych zniszczeń; zdobyte przez oddziały radzieckiej 124. Dywizji Strzeleckiej 19 stycznia 1945. Ze zniszczonego XVIII-wiecznego kościoła ewangelickiego przetrwała jedynie kamienna chrzcielnica.
Po wojnie miasto znalazło się w ZSRR, utraciło prawa miejskie, a jego nazwa w 1946 roku została zmieniona na Dobrowolsk.